# Žydrūnas Savickas

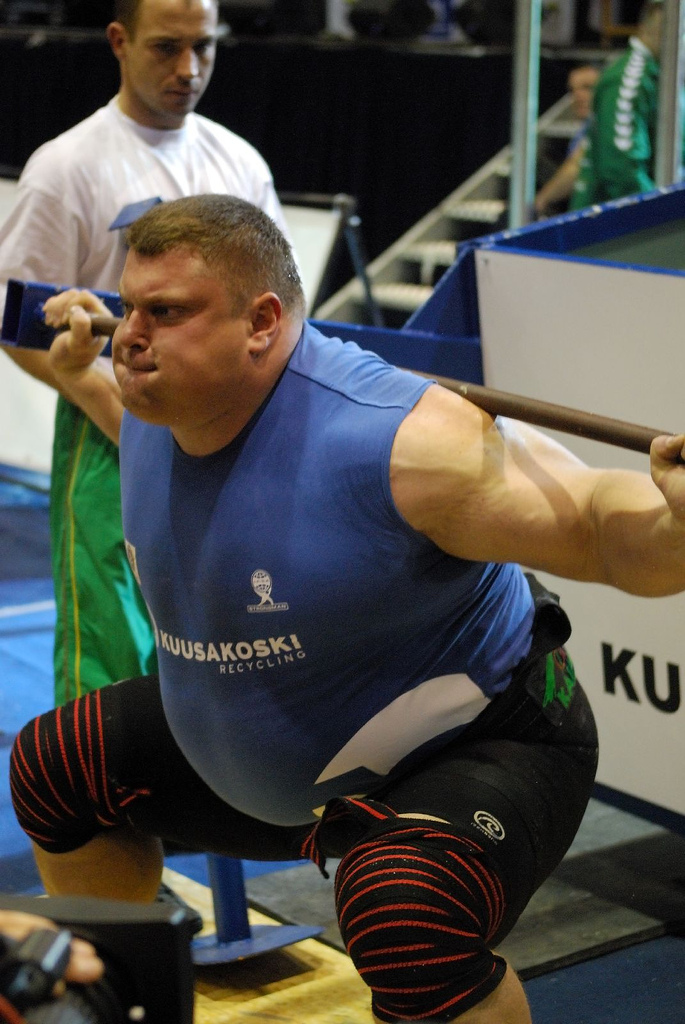
Žydrūnas Savickas (2007)

Žydrūnas Savickas (* 15. Juli 1975 in Biržai, Litauische SSR) ist ein litauischer Strongman.

## Leben
Žydrūnas Savickas Interesse für den Strongman-Sport wurde durch eine TV-Übertragung 1989 erweckt. Bereits drei Jahre später nahm er an einem offiziellen Strongman-Wettbewerb teil. Er begann Kraftdreikampf zu trainieren, und schon kurze Zeit später brach er alle litauischen Powerlifting-Rekorde. Er ist der einzige Litauer, der mehr als 400 kg bei Kniebeugen bewältigte. 1998 wurde er zum ersten Mal stärkster Mann Litauens. Außerdem gewann er die Silbermedaille bei der Powerlifting-Weltmeisterschaft in Japan mit insgesamt 1020 kg.
Von 2011 bis 2014 war er mit Artūro Zuoko ir Vilniaus koalicija Mitglied des Stadtrats Vilnius.

## Persönliche Rekorde
- Bankdrücken 285,5 kg
- Kniebeugen 425,5 kg
- Kreuzheben 440 kg

## Erfolge
- 1. Platz Arnold Strongman Classic 2003
- 1. Platz Arnold Strongman Classic 2004
- 1. Platz Arnold Strongman Classic 2005
- 1. Platz Arnold Strongman Classic 2006
- 1. Platz Arnold Strongman Classic 2007
- 1. Platz Arnold Strongman Classic 2008
- 2. Platz Arnold Strongman Classic 2010
- 1. Platz Arnold Strongman Classic 2014 (1), Columbus
- 1. Platz Arnold Strongman Classic 2014 (2), Rio de Janeiro
- 2. Platz Arnold Strongman Classic 2015
- 1. Platz Arnold Strongman Classic 2016

- 1. Platz IFSA World Strongman Championship 2005
- 1. Platz IFSA World Strongman Championship 2006
- 3. Platz IFSA World Strongman Championship 2007
- 1. Platz IFSA Strongman Champions League 2008

- 2. Platz World’s Strongest Man 2002
- 2. Platz World's Strongest Man 2003
- 2. Platz World's Strongest Man 2004
- 1. Platz World's Strongest Man 2009
- 1. Platz World's Strongest Man 2010
- 1. Platz World's Strongest Man 2012
- 1. Platz World's Strongest Man 2014
- 2. Platz World's Strongest Man 2015

## Sonstiges
Savickas ist auch als Big Z bekannt. Er hat eine Körpergröße von 1,91 m und ein Gewicht zwischen 170 kg und 182 kg.